# The Mars Volta
The Mars Volta è un gruppo musicale rock statunitense che si contraddistingue per un forte eclettismo musicale, con brani che spaziano fra generi molto differenti come la musica d'avanguardia, il progressive rock, la salsa, il punk, il free-jazz, la fusion, il dub e il noise.
Formatasi nel 2001, la band è stata attiva fino al 2013, salvo poi riformarsi nel 2022. La storia della band è stata caratterizzata da numerosi cambi di formazione; gli unici membri costanti sono stati il chitarrista Omar Rodríguez-López e il cantante Cedric Bixler Zavala. A partire dalla reunion del 2022, la band è formata anche dal membro fondatore Eva Gardner, il tastierista Marcel Rodríguez-López (fratello di Omar), e il batterista Willy Rodriguez Quinones. Tra i musicisti che vi hanno fatto parte in passato vi sono Flea dei Red Hot Chili Peppers e Juan Alderete de la Peña dei Racer X.

## Storia del gruppo

### Origini (2001)
Negli anni novanta il chitarrista Omar Rodríguez-López e il cantante Cedric Bixler Zavala militano nel gruppo post-hardcore At the Drive-In. In seguito, e parallelamente, i due musicisti costituiscono assieme a Jeremy Michael Ward e Isaiah "Ikey" Owens il progetto parallelo De Facto, di matrice più libera e sperimentale.
Col passare degli anni, sul finire dei '90, Omar e Cedric si sentono sempre più frustrati dai dettami stilistici da loro giudicati apertamente troppo rigidi e limitati del loro progetto principale, gli At the Drive-In, e non pienamente realizzati neppure nel loro progetto secondario dei De Facto.
Come sbocco di questa situazione, i due sono liberi di prendere le redini e tracciare la direzione del nuovo lavoro del gruppo, l'EP Vaya, pubblicato nel 1999. Il lavoro è un allargamento dei confini stilistici degli At the Drive-In, ma il resto del gruppo spinge e impone un ritorno ad un suono più riconoscibile e meno sperimentale con il lavoro successivo, Relationship of Command, che esce nel 2000 e porta Rodriguez-Lopez e Bixler Zavala ad una definitiva rottura con il resto del gruppo e la loro fuoriuscita dallo stesso che gli pone di fatto fine.
Finalmente liberi di sperimentare e mescolare diverse influenze, stili e suggestioni sonore e non solo, Omar e Cedric fondano The Mars Volta assieme all'altra metà dei De Facto e con in più l'innesto della bassista Eva Gardner e del batterista Blake Fleming, che però partecipa al progetto solo per la messa a punto del primo demo assieme al produttore Alex Newport, per poi lasciare il posto a Jon Theodore. Quasi subito dopo l'entrata di quest'ultimo, il gruppo comincia a suonare dal vivo, prima ancora della pubblicazione di una sola nota, imbarcandosi nel primo tour che comincia il 18 ottobre 2001 al Chain Reaction di Anaheim, California. La pubblicazione del primo EP avverrà soltanto dopo un tour europeo di marzo 2002.

### Il primo EP (2002)

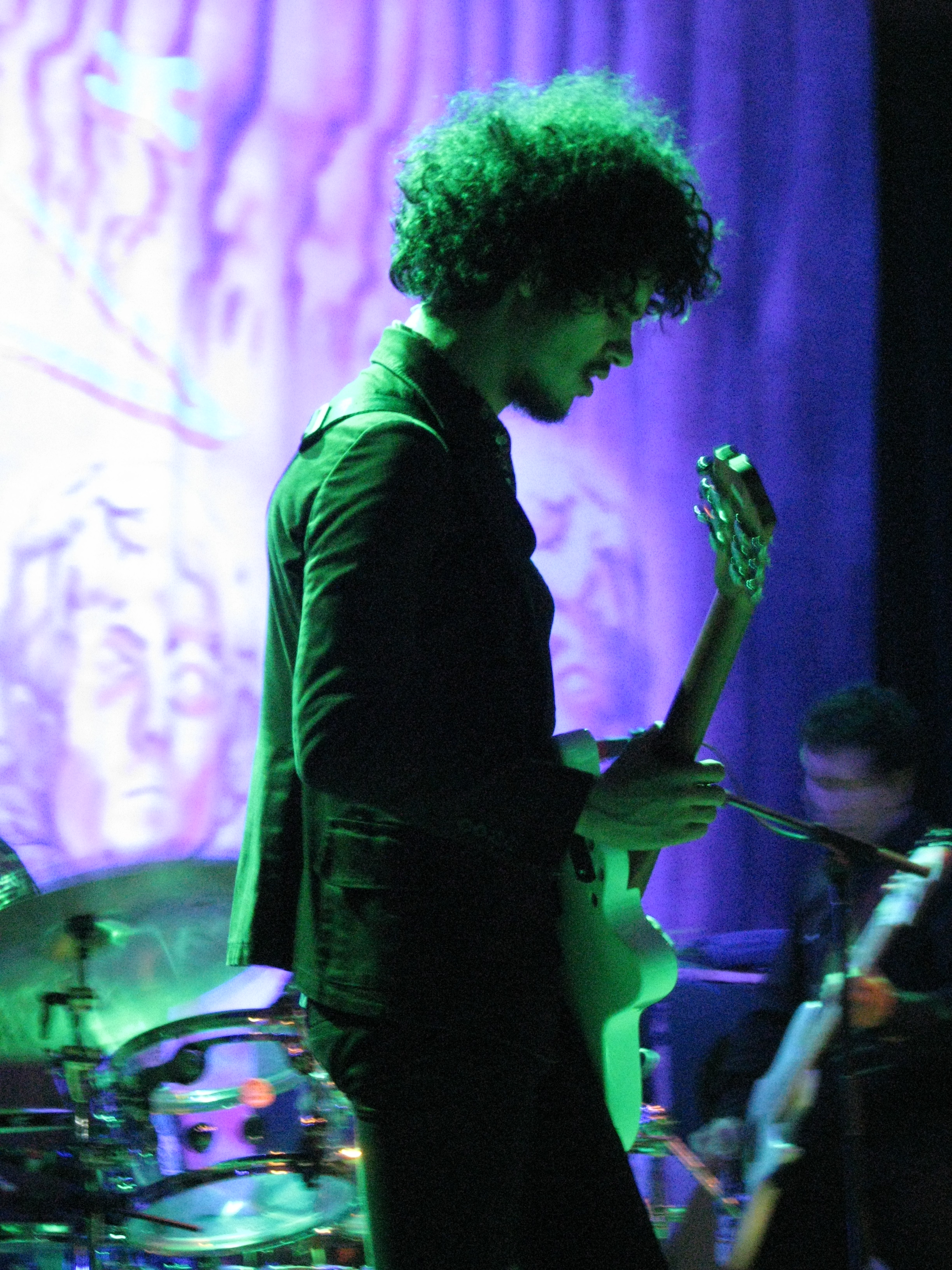
Omar Rodríguez-López dal vivo al Roy Wilkins Auditorium di Saint Paul in Minnesota, il 21 aprile 2008.

Tremulant è la prima pubblicazione del gruppo, prodotta da Alex Newport e comparsa sugli scaffali il 2 aprile 2002. Si tratta di un EP contenente tre brani. Da segnalare è in particolare Concertina, la seconda traccia, che diventa ben presto una delle canzoni più eseguite durante i concerti.
La band non cessa di essere in tour, fatto che si perpetua nell'arco di tutta la carriera del gruppo per una necessità sentita e dichiarata dai componenti. Questo va contro la comune pratica dei "cicli" creativo-promozionali delle moderne band che prevedono la realizzazione di un disco, la sua pubblicazione, il tour promozionale per lo stesso e poi una pausa alla fine del ciclo che fa da preludio a quello successivo: i Mars Volta seguono fin dalla nascita un ciclo unico, senza spezzature o fermate di sorta.

### Primo album e primo tour mondiale (2003-2004)
Dopo alcuni assestamenti in line-up che si susseguono nella loro attività di touring che non viene nonostante tutto rallentata, il gruppo è pronto con un contratto fresco con una major ad entrare in studio col noto produttore musicale Rick Rubin (Johnny Cash, Rage Against the Machine, The Smashing Pumpkins, Saul Williams, Red Hot Chili Peppers) per registrare il primo album: De-loused in the Comatorium. Le parti di basso vengono affidate a Flea, già all'epoca bassista dei Red Hot Chili Peppers, mentre il contrabbasso in Televators è suonato da Justin Meldal-Johnsen, in seguito bassista dei Nine Inch Nails.
Un mese prima dell'uscita dello stesso, Jeremy Ward viene trovato morto per un'overdose di eroina, e questo fatto inciderà molto sia sul futuro del gruppo, essendo Jeremy il terzo membro più importante dopo Omar e Cedric e autore anche di parte dei testi, sia sul presente, significando per Cedric ed Omar un taglio netto con l'uso di droghe pesanti, che proprio in seguito alla morte di Jeremy i due cessano di assumere.
L'album è edito il 24 giugno 2003, e il gruppo continua la mai cessata attività dal vivo con un lungo tour mondiale che parte a marzo dello stesso anno, in molte date del quale esegue l'album - un concept-album basato sugli ultimi giorni di vita, coma e suicidio del vecchio amico di Omar e Cedric, il poeta Julio Venegas - in ordine dall'inizio alla fine. L'album racconta di un uomo, Cerpin Taxt (Julio), che entra in coma in seguito all'abuso di droghe, e vive diverse avventure nei vari strati e aspetti della sua coscienza. Alla fine dell'album, si risveglia dal coma, ma decide comunque di togliersi la vita.
Nel corso delle esibizioni, che sono caratterizzate dal grande spazio lasciato all'improvvisazione, la band inserisce frammenti e/o intere parti di nuove composizioni che andranno a far parte del secondo album all'interno dei "vecchi" pezzi.
Il lungo e serrato tour ha termine, senza pause rilevanti, soltanto un anno e due mesi più tardi, nel maggio dell'anno successivo.

### Il secondo album e la consacrazione (2005)

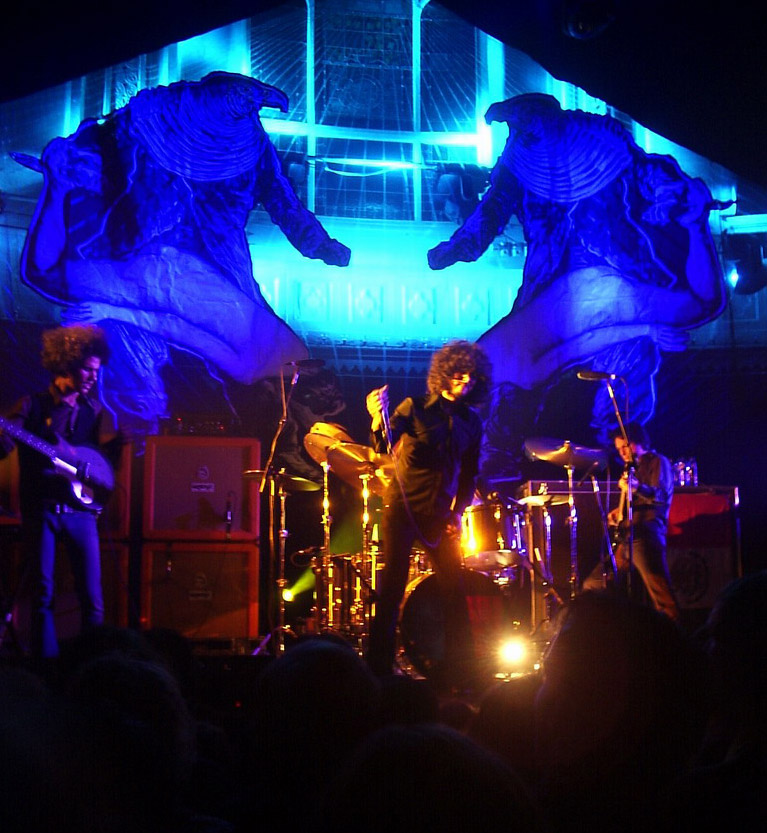
The Mars Volta dal vivo nel 2005

Per il nuovo album, Frances the Mute, un nuovo allargamento di organico vede l'ingresso al basso di Juan Alderete de la Peña. In seguito, nell'arco del relativo tour, si aggiungono all'organico, ampliandolo, anche Adrián Terrazas González ai fiati e alle percussioni; il fratello di Omar, Marcel Rodriguez-Lopez, alle percussioni; Pablo Hinojos-Gonzalez, già con Cedric e Omar negli At the Drive-In.
Il nuovo album tratta delle vicende, di nuovo inerenti al tema della droga, di Vismund Cygnus, tratte da un diario incompleto che l'ex componente del gruppo Jeremy Ward aveva trovato per caso mentre lavorava come repo-man.
In studio, Omar - che stavolta scrive, arrangia e produce tutte le parti strumentali - mutuando anche da Miles Davis il metodo, fa registrare a ogni musicista la propria parte, separatamente dalle rispettive altre, nemmeno facendo sentir loro le stesse prima della fine della registrazione.
Il live show, che resta un focus fondamentale e centrale del gruppo, è caratterizzato sempre più da una maggiore concentrazione sulla performance musicale rispetto ai concerti precedenti dal carattere più punk.
Nell'arco del 2004, nonostante la sfortunata cancellazione del tour europeo dovuta ufficialmente allo stremo della band, il gruppo continua ad essere in tour, soprattutto negli Stati Uniti, oltre che in Oceania, continente molto frequentato dal gruppo: proprio in Australia i Mars Volta registrano abbastanza materiale per la composizione di tre album a venire.
Un tour europeo tra il febbraio ed il marzo del 2005 culmina con due concerti alla Brixton Academy di Londra. Il primo dei due viene registrato in video per un'eventuale pubblicazione in DVD. 

### Terzo album, quattro batteristi in un anno (2006)
A differenza dei precedenti album, Amputechture non racconta le vicende di una persona ma tratta di varie sfaccettature concentrate su un unico tema, e per questo può essere comunque considerato un concept-album; il concetto principale dell'album è la differenza tra spirito e istituzione, con particolare riferimento allo spirito cattolico e alla Chiesa intesa come istituzione.
Alla fine delle registrazioni e alla vigilia della pubblicazione, Jon Theodore, già insofferente ai ritmi di lavoro del resto del gruppo, viene licenziato da Cedric e Omar. Una serie di batteristi si succedono quindi per affrontare il tour a supporto del nuovo disco: inizialmente prescelto è la vecchia conoscenza Blake Fleming, batterista del nucleo originario The Mars Volta. In seguito è ingaggiato Deantoni Parks, che resta con la band per completare il tour del 2006 tra USA, Messico e Giappone, mentre per il 2007 è previsto l'innesto di un nuovo batterista.
Nelle note dell'album viene esplicitato che il progetto 'The Mars Volta' consiste esclusivamente nella "partnership tra Omar Rodríguez-López, che scrive e arrangia tutta la musica, e Cedric Bixler Zavala, che scrive tutti i testi e le melodie vocali".
Le composizioni sono poi eseguite da 'The Mars Volta Group', che oltre ai due The Mars Volta comprende anche gli altri componenti dell'ensemble.
Nel gennaio 2007, sono circolate voci in Rete confermando che il nuovo batterista del gruppo è Thomas Pridgen, che si unisce alla band e con essa comincia a suonare dal vivo in due minitour in Nuova Zelanda & Australia e in California, al termine dei quali la band torna in uno studio di Los Angeles per dare gli ultimi ritocchi e il missaggio finale al prossimo 4º album, la cui uscita è inizialmente prevista per la fine dell'estate 2007.
È in questo periodo che aumentano a ritmo esponenziale le uscite di album solisti di Omar Rodríguez-López, che vedono sempre la partecipazione, nella registrazioni, di membri de The Mars Volta. Le uscite avvengono per varie etichette, per poi due anni più tardi venire uniformate sotto l'egida della Rodriguez-Lopez Productions.

### The Bedlam in Goliath(2007-2008)

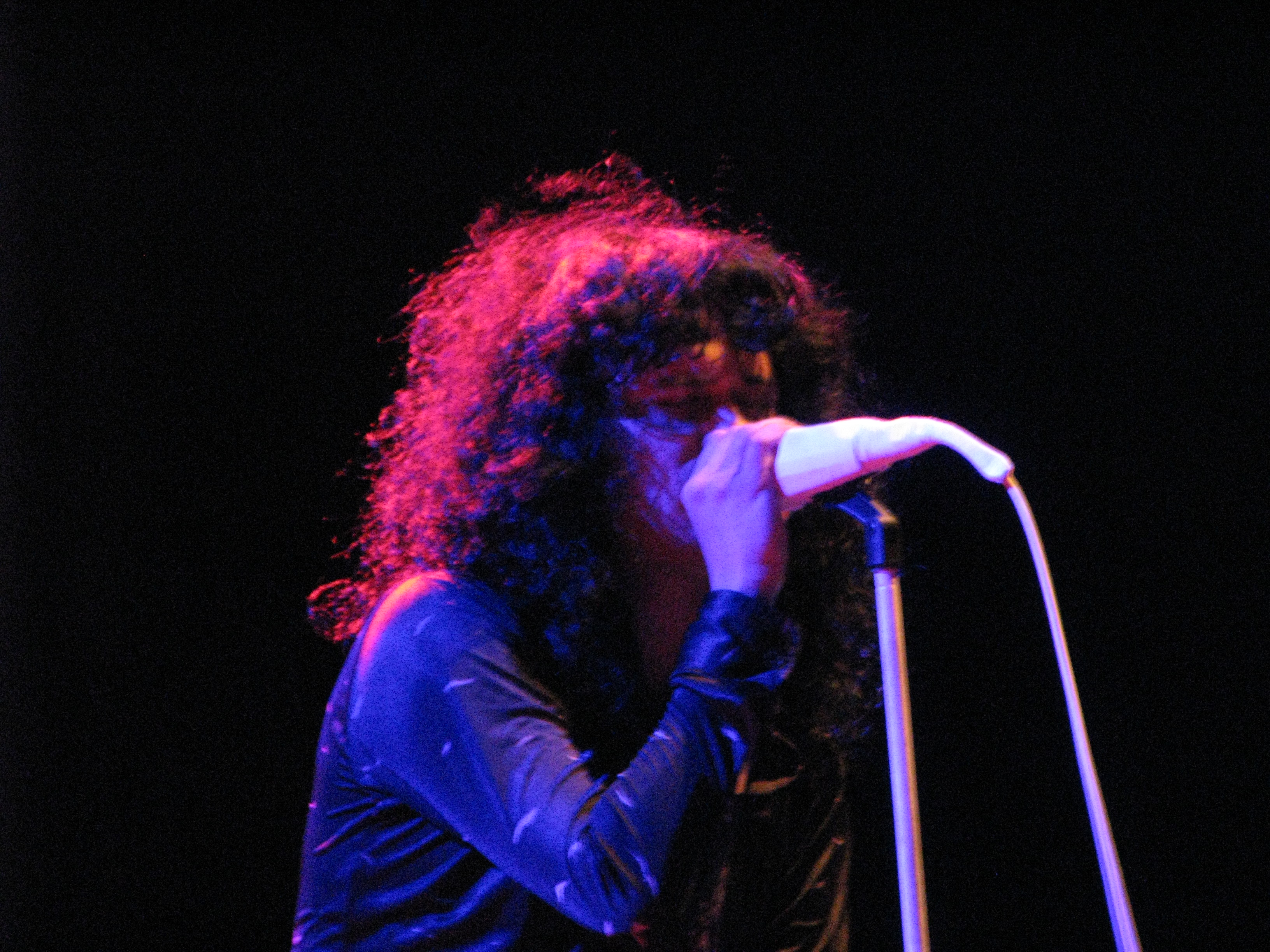
Cedric Bixler Zavala.

A giugno 2007, viene reso noto che il nuovo album dei The Mars Volta, un nuovo concept album dopo il primo e il secondo disco della band, si intitolerà The Bedlam in Goliath.
Il disco è diffuso dalla Universal, casa discografica del gruppo, tramite marketing virale, consistente nella messa online di video con immagini accompagnanti la musica contenuta nel disco, e in altre iniziative.
A inizio novembre, viene pubblicato sul sito ufficiale del gruppo un documento scritto di presentazione al nuovo album, con inclusa una concisa ricapitolazione sulla carriera del gruppo fino a quel momento.
A metà mese, viene messo sullo stesso sito un puzzle da risolvere (si tratta di ricomporre la copertina del nuovo album) per accedere al download gratuito di una traccia non contenuta nel nuovo disco, una cover di Back Against The Wall dei Circle Jerks.
Un videogioco dal nome "Goliath: The Soothsayer", basato sulla storia dell'album, viene reso disponibile online il 2 gennaio.
Il gruppo ha anche registrato la canzone "Pulled To Bits" del gruppo Siouxsie and the Banshees per il singolo "Wax Simulacra".
Vengono inoltre fissate le date di un nuovo tour europeo, il primo su larga scala nel continente dal 2005, con partenza a febbraio 2008. Successivamente, viene annunciato un mini-tour in piccoli club del Nord America con inizio a gennaio, preceduto da una prima data a Los Angeles e un evento speciale di fine anno al Bill Graham Civic Auditorium di San Francisco, dove la band si esibisce la notte di Capodanno in un inedito set acustico e successivamente nel consueto concerto elettrico, serata annunciata in un italiano stentato: "Una notte di amici e le sorprese ha presentato in un modo sorprendente."
Dopo il tour europeo invernale, la band torna in Nord America per un consistente tour primaverile prima di approdare, nel mese di giugno, in Giappone ed Australasia, per poi proseguire con una seconda tornata estiva in Europa, con un doppio appuntamento alla londinese Roundhouse, il primo concerto della band in Lussemburgo (che viene però annullato a causa di un problema che occasionalmente colpisce la voce di Cedric) e una serata presso il Teatro romano di Ostia antica, a Roma. Il tour continua anche a settembre per un nuovo passaggio - il terzo - negli Stati Uniti, e una tornata definitiva in Sud America che conclude il tour nel mese di novembre.

### Octahedron(2009)
Nel nuovo anno, cominciano a trapelare della novità: ci sono due nuovi dischi della band già registrati e in attesa di una data di pubblicazione. Per il primo dei due, che viene annunciato in uscita con una nuova etichetta discografica a distribuirlo, la band non si avvalerà del fiatista/percussionista Adrian Terrazas Gonzalez né del chitarrista/manipolatore del suono Pablo Hinojos-Gonzalez, entrambi reclutati quattro anni e tre dischi prima.
La band annuncia un nuovo tour europeo, in formazione a sestetto, a distanza di neanche un anno dal precedente, questa volta in supporto del quinto album che viene annunciato col titolo di Octahedron, previsto in uscita il 19 giugno 2009, il giorno dopo la partenza del tour mondiale che comincia con uno show speciale per il lancio del nuovo corso nell'intimità delle'elegante Institute of Contemporary Arts di Londra, passando poi per il prestigioso Roskilde Festival in Danimarca e, dopo la cancellazione dell'estate precedente, la prima data in Lussemburgo della band, nella omonima capitale Lussemburgo.
Segue un tour statunitense e ancora un tour europeo, quest'ultimo con un nuovo batterista, David Elitch, che si conclude, per il 2009, il 14 dicembre a Londra (questa volta al Forum), laddove era cominciata la serie di concerti legati a quest'album.
Nel gennaio 2010 il ciclo dell'album si conclude con un tour australasiatico, il quinto nella carriera della band e la terza volta che la porzione in Australasia di un tour del gruppo ruota attorno alla partecipazione al festival itinerante Big Day Out, terminando nella città di Perth.

### La pausa (2010-2011)
Dopo l'Australia, la band si prende la più sostanziosa pausa della propria incessante carriera, anche se ha più modo di svilupparsi nel corso di quest'anno il progetto collaterale dell'Omar Rodríguez-López Group, che coinvolge diversi membri dei Volta. Eccezione a questa regola vien fatta per due date in ottobre quando la band si esibisce in Brasile e in Cile, ineditamente senza il tastierista "Ikey" Owens.
A cavallo tra 2010 e 2011, oltre all'uscita di Owens si registra l'entrata ufficiale e in pianta stabile nella band di Deantoni Parks alla batteria. Omar dichiara che i pezzi del disco a venire siano una "versione semplificata" di ciò che avevano fatto prima, e che per la prima volta vuole collaborare più apertamente e democraticamente con il resto della band in fase di composizione. Tra marzo e aprile i membri della nuova incarnazione della band sono in tour negli Stati Uniti con il nome di Omar Rodríguez-López Group. Il 1º luglio comincia in Norvegia un conciso tour mondiale di un mese e mezzo, con varie date proprie e in festival, incluse anche una data a Hong Kong in supporto dei Red Hot Chili Peppers e delle date in supporto dei Soundgarden, in cui viene proposto molto del materiale del nuovo disco a venire.

### Noctourniquet(2012)
Il 9 gennaio viene annunciata la reunion della precedente band di Cedric e Omar, gli At the Drive-In, per una serie di date dal vivo le prime due delle quali al festival Coachella, del quale i due sono abitudinari. Solo tre giorni dopo, il 12, viene confermata in un'inedita sovrapposizione che va a configurarsi per i due musicisti nel 2012 l'uscita del nuovo album dei The Mars Volta, Noctourniquet, prevista per il 27 marzo.

### Lo scioglimento (2013)
Il 23 gennaio 2013, Cedric Bixler Zavala annuncia su Twitter lo scioglimento della band a causa dei numerosi progetti collaterali del chitarrista Omar Rodríguez-López, come viene fatto notare dal cantante nel tweet:
«Per la cronaca, ho provato a organizzare un tour dell'intero Nordamerica per promuovere Noctourniquet ma Omar non ha voluto».
Inoltre lo stesso Cedric annuncia il suo nuovo progetto solista dichiarando:
«Sono eccitato perché non suonerà come gli altri miei progetti».

## Stile musicale
La band include principalmente elementi hardcore punk, rock psichedelico e fusion, sebbene sia stata spesso connotata da alcuni critici come progressive metal. Tra le band che li hanno influenzati, i vari membri hanno spesso citato King Crimson, Pink Floyd, Can, Captain Beefheart, Frank Zappa, Talk Talk, Black Flag, Roni Size e Björk.
Anche il cinema, in particolare quello di Federico Fellini, è tra le maggiori ispirazioni della band, così come i film di fantascienza.

## Formazione

### Attuale
- Cedric Bixler Zavala - voce (2001-2012; 2022-presente)
- Omar Rodríguez-López - chitarra (2001-2012; 2022-presente)
- Marcel Rodríguez-López - tastiere (2003-2012; 2022-presente)
- Eva Gardner - basso elettrico (2001-2003; 2022-presente)
- Willy Quiñones - batteria (2022-presente)

### Ex componenti
- Jeremy Michael Ward - campionatore (2001–2003; morto nel 2003)
- Isaiah Owens - tastiere (2001-2012; morto nel 2014)
- Flea - basso (2003)
- Jason Lader - basso (2003)
- Juan Alderete de la Peña - basso (2003-2012)
- Jon Theodore - batteria (2001-2006)
- Blake Fleming - batteria (2006)
- Thomas Pridgen - batteria (2006-2009)
- David Elitch - batteria (2009-2011)
- Deantoni Parks - batteria (2011-2012)

## Discografia

### Album in studio
- 2003 - De-Loused in the Comatorium
- 2005 - Frances the Mute
- 2006 - Amputechture
- 2008 - The Bedlam in Goliath
- 2009 - Octahedron
- 2012 - Noctourniquet
- 2022 - The Mars Volta
- 2023 - Que Dios Te Maldiga Mi Corazon
- 2025 - Lucro Sucio; Los Ojos del Vacio

### Album dal vivo
- 2005 - Scabdates

### EP
- 2002 - Tremulant
- 2003 - Live

### Singoli
- 2004 - Inertiatic ESP
- 2004 - Televators
- 2005 - The Widow
- 2005 - L'Via L'Viaquez
- 2006 - Viscera Eyes
- 2007 - Wax Simulacra
- 2008 - Goliath
- 2009 - Cotopaxi
- 2009 - Since We've Been Wrong
- 2012 - The Malkin Jewel
- 2022 - Blacklight Shine
- 2022 - Graveyard Love

## Videografia

### DVD
- 2005 - The Widow
- 2005 - Live at the Electric Ballroom

### Videoclip
- Son Et Lumiere / Inertiatic ESP (2003)
- Televators (2004)
- The Widow (2005)
- L'Via L'Viaquez (2005)
- Wax Simulacra (2007)
- Aberinkula (2007)
- Goliath (2007)
- Askepios (2007)
- Ilyena (2008)
- Cotopaxi (2009)
- Since We've Been Wrong (2009)